# Mycena parsonsiae
Mycena parsonsiae är en svampart som beskrevs av G. Stev. 1964. Mycena parsonsiae ingår i släktet Mycena och familjen Mycenaceae.   Inga underarter finns listade i Catalogue of Life.

## Källor

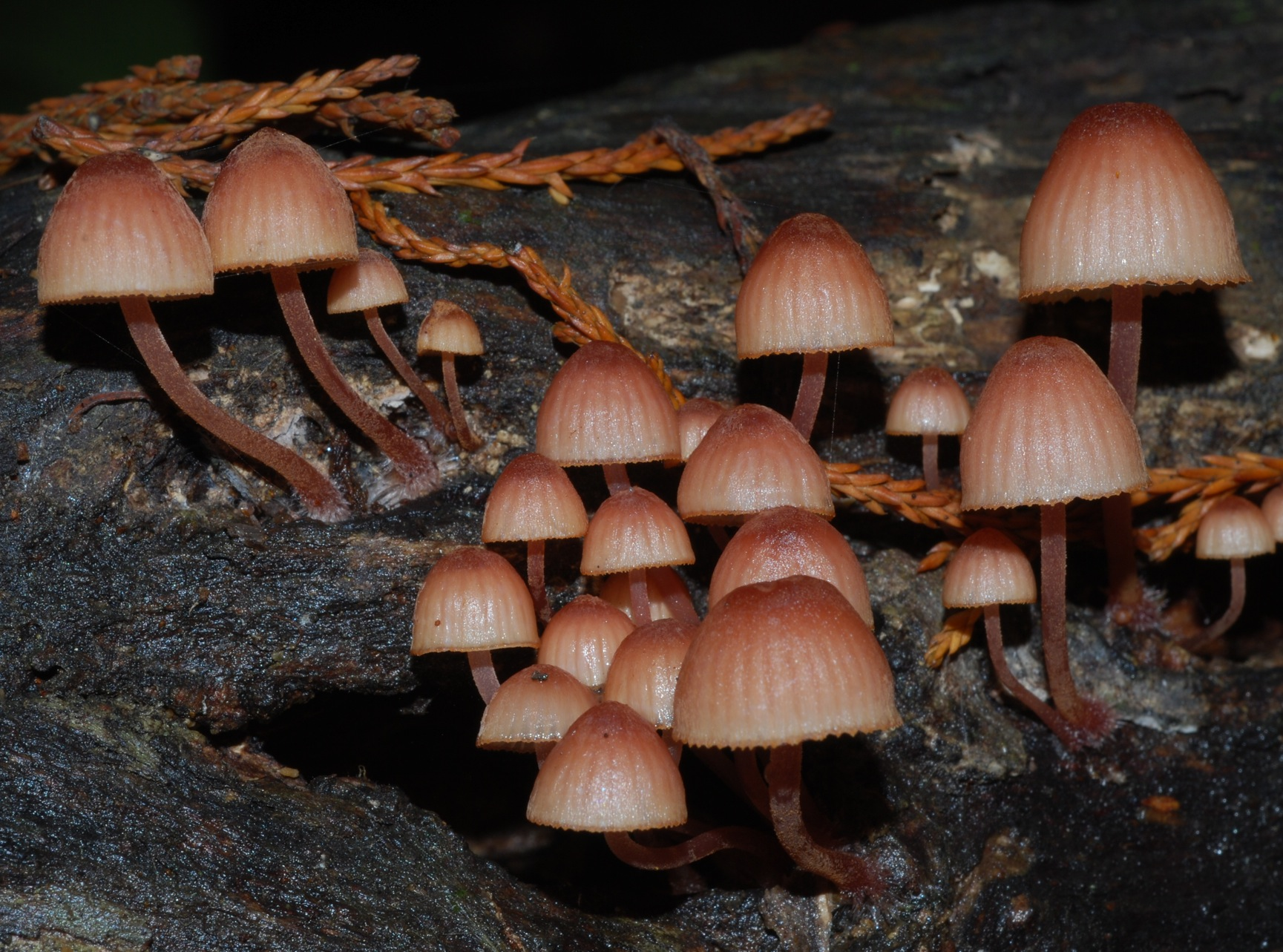
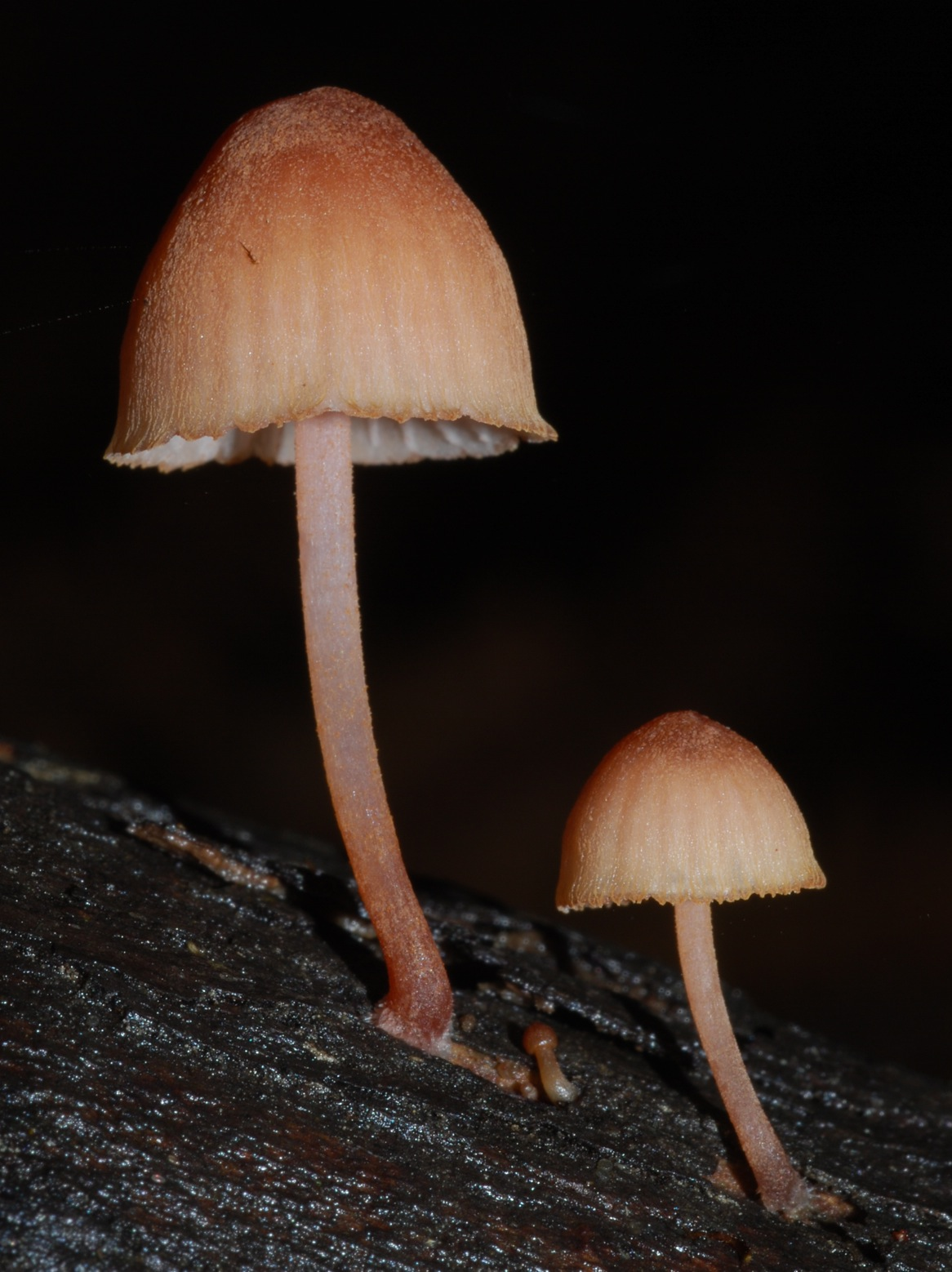
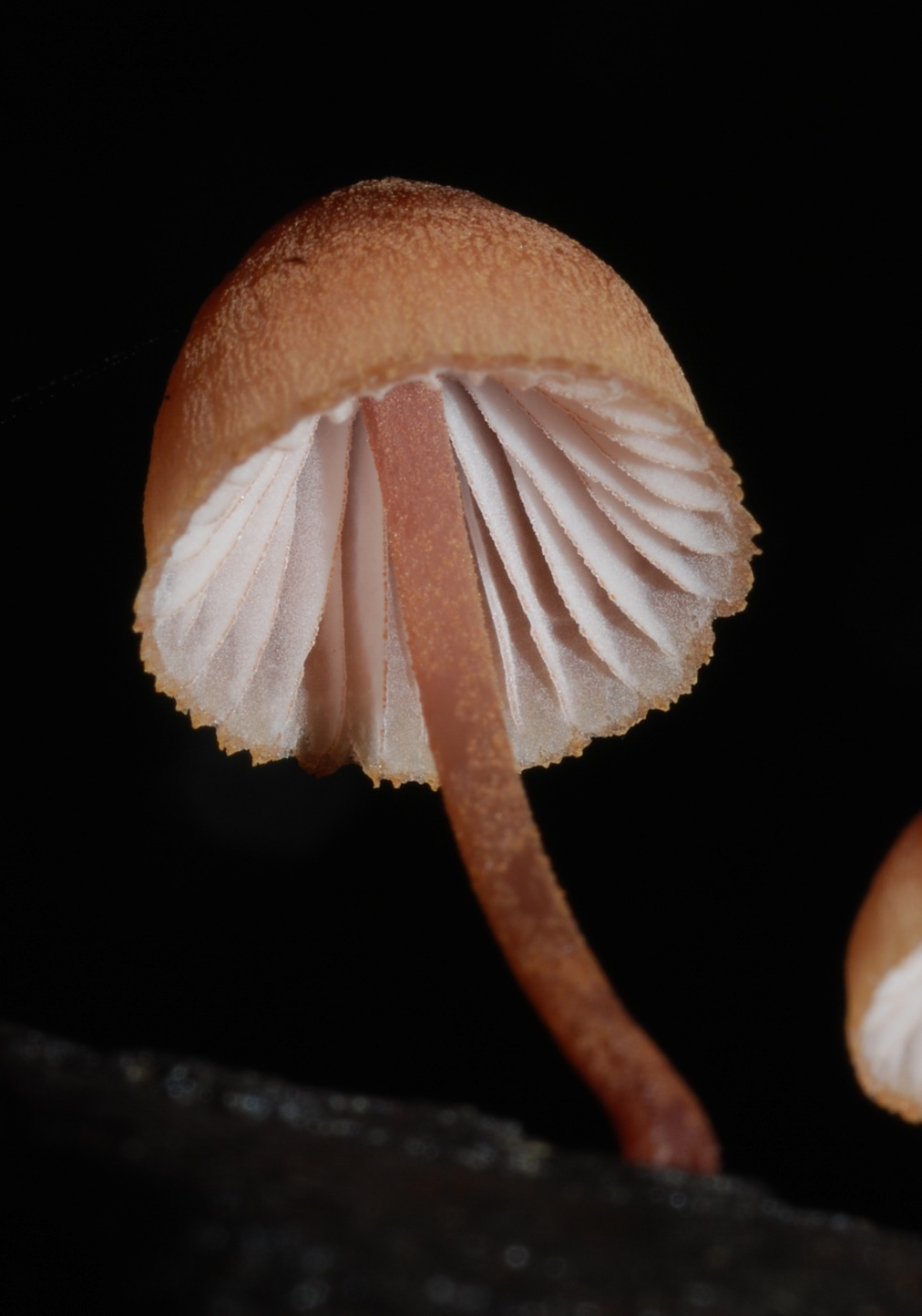
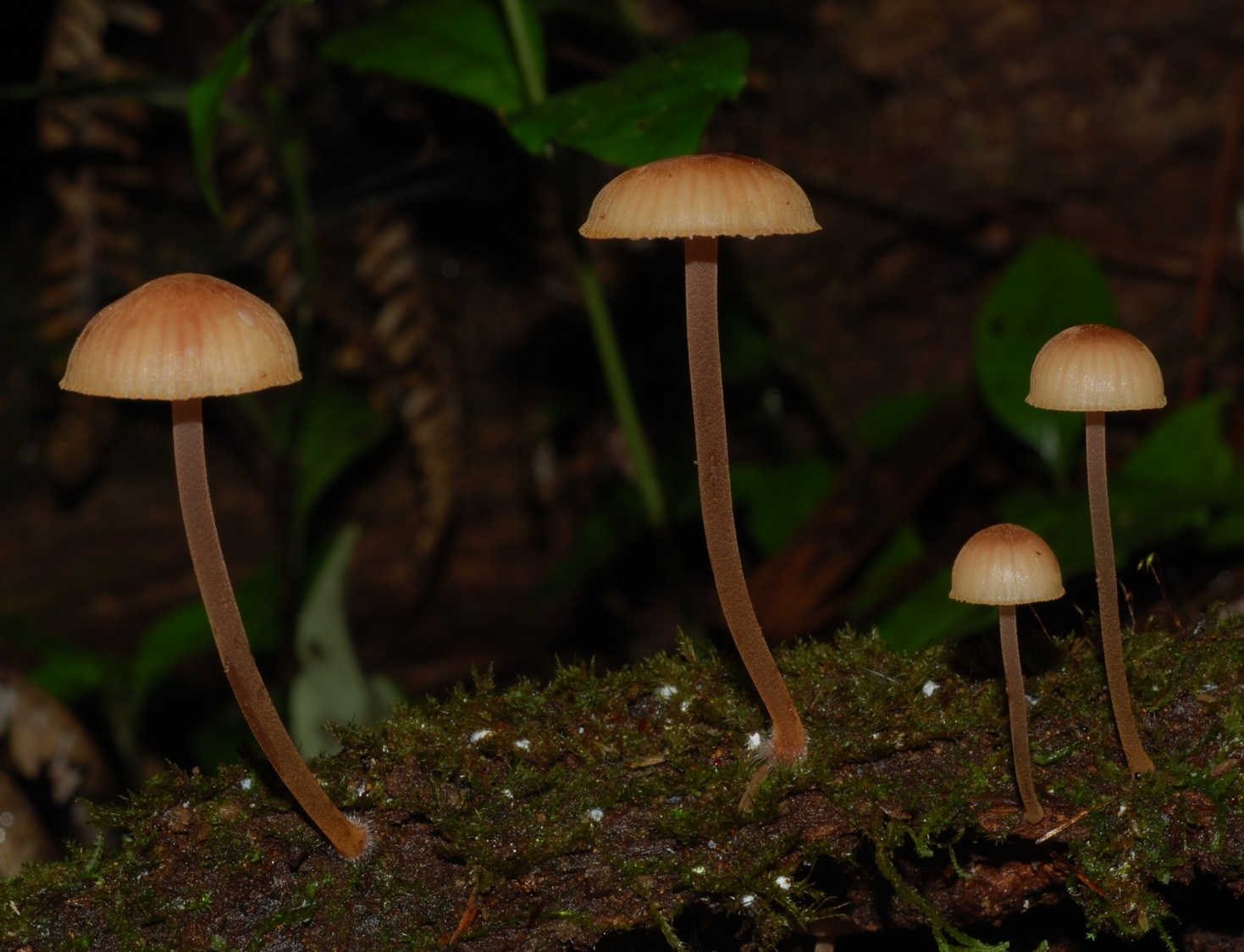